# Krystian Bogumił Steiner
Krystian Bogumił Steiner, właśc.Christian Gottlieb (ur. 8 stycznia 1746 w Toruniu, zm. 10 listopada 1814 tamże) – prawnik, historyk, publicysta, krytyk literacki.

## Życiorys
Wywodził się z niemieckiej rodziny mieszczańskiej, która tradycyjnie zajmowała się białoskórnictwem. Jego ojciec zapisał się w historii miasta jako autor rysunków architektonicznych. Pomimo pochodzenia, Steiner przez całe życie uważał się za Polaka. Ukończył najprawdopodobniej Szkołę Nowomiejską i Gimnazjum Toruńskie. W 1762 roku otrzymał od Rady Miejskiej stypendium na dalsze studia w Lipsku, które rozpoczął jednak dopiero w 1764 roku. Studiował filologię klasyczną, prawo, języki nowożytne i historię. Do rodzinnego miasta powrócił dwa lata później; zaczął wtedy pracę w kancelarii Rady Miejskiej, porzucił ją jednak wkrótce i zajął się praktyką adwokacką w sądzie miejskim. Z tego okresu wywodzą się jego pierwsze próby badań naukowych nad przeszłością prawa polskiego. Od 1784 roku wykładał (na stanowisku profesora) historię starożytną, język łaciński i prawo cywilne w Szkole Rycerskiej. Od 1787 do 1788 wydawał i redagował czasopismo Polnische Bibliothek, a od 1788 Bibliotekę Warszawską Literatury Zagranicznej i Narodowej. W tym czasie ożenił się z Reginą Graef. Małżeństwo trwało krótko; Regina umarła niedługo później w czasie porodu wraz z dzieckiem.
W 1793 uzyskał na własną prośbę dymisję ze Szkoły Rycerskiej i powróciwszy do Torunia podjął pracę w charakterze prawnika. W latach 1794–1795 występował jako adwokat przy departamencie Prus Zachodnich. W 1796 zajmował stanowisko radcy kryminalnego przy Regencji Prus Południowych. W 1799 był asesorem i radcą opiekuńczym przy Regencji Prus Południowych; po przeniesieniu urzędu do Płocka powrócił do praktyki adwokackiej. W okresie Księstwa Warszawskiego, w 1807, powołany na prezydenta Torunia – nie przyjął jednak urzędu ze względu na zły stan zdrowia. Od 1809 pełnił urząd prezesa Sądu Kryminalnego dla Departamentów Płockiego i Toruńskiego. W tym samym roku władze Szkoły Prawa Księstwa Warszawskiego zaproponowały mu objęcie Katedry Prawa Karnego, której jednak nie przyjął z powodu wieku i złego stanu zdrowia. Zmarł 10 listopada 1814 roku w Toruniu.

## Ważniejsze dzieła
- Exercitationes ad ius Polonicum tam publicum quam privatum. Fasciculus 1 (tam rozprawy: De scartabello; De vestigiis iuris Germanici antiqui in iure equestrii, Polonico exercitatio prima Toruń 1786)
- Uber das Polnische Reichsgrundgesetz: Neminem captivabimus nisi iure victum, aut in maleficio deprehensum etc. nebst Bemerkungen über die Justizverfassung in Polen bis ins fünfzehnte Jahrhundert Berlin 1791[3]
- Über Pfandesverschreibungen auf adliche Güter nach polnischen Rechten. Toruń 1803

Ponadto jest autorem recenzji literackich i naukowych, m.in. prac historycznych i literackich A. Naruszewicza, I. Krasickiego, F. D. Kniaźnina, F. N. Golańskiego, S. Staszica, J. K. Kossakowskiego, J. Drozdowskiego

## Prace redaktorskie
- Polnische Bibliothek. Warszawa 1787- 1788. zesz. 1 – 9
- Dziennik warszawski. Cz. 1- 3. Warszawa 1788; od cz. 2 pt. Biblioteka Warszawska Literatury Zagranicznej i Narodowej